# Цзинань
Цзина́нь (кит. упр. 济南, пиньинь Jǐnán) — город субпровинциального значения в Китае, место пребывания правительства провинции Шаньдун. Расположен в западной части провинции, примерно в 400 км к югу от столицы страны, города Пекина. 

## Название
Название означает «южнее реки Цзишуй» и связано с тем, что эти места располагались южнее реки Цзишуй (сейчас по руслу бывшей реки Цзишуй течёт река Хуанхэ).

## География
Располагается в северо-западной части провинции Шаньдун на реке Хуанхэ. Помимо Хуанхэ по территории Цзинаня протекает много небольших рек, в том числе Сяоцинхэ. Рельеф Цзинаня представляет собой переходную зону от массива Тайшань на юге к долине реки Хуанхэ — на севере. Карстовые водоносные горизонты в известняковых образованиях спускаются с юга на север и дают выход множеству артезианских источников, как в самом городе, так и в его окрестностях.

### Климат
Город расположен в переходной зоне от влажного субтропического климата к континентальному. В году чётко выражены четыре сезона. Для Цзинани характерны засушливая весна, жаркое и дождливое лето, прохладная осень, засушливая и холодная зима. Среднегодовая температура составляет 14,6°С; средний годовой уровень осадков — около 670 мм, большая часть их выпадает в летний период. Самый холодный, а также и самый засушливый месяц — январь, со средней температурой −0,4 °C и средним уровнем осадков всего 5,7 мм. Снегопады иногда случаются, однако обычно довольно незначительны. Июль — самый жаркий и самый дождливый месяц, с температурой 27,5 °C и уровнем осадков 201,3 мм.

## История
Культура Луншань, зародившаяся в Цзинане, существовала около 5000—4100 лет назад и была распространена в среднем и нижнем течении реки Хуанхэ. В эпохи Вёсен и Осеней и Сражающихся Царств западная часть территории современного города субпровинциального значения Цзинань входила в состав княжества Лу, а восточная — в состав княжества Ци. В 685 году до н. э. Ци начало строить на территории современного района Чанцин оборонительное сооружение, известное как Циская Великая стена.
Когда царство Цинь завоевало все остальные царства, и, создав первое в истории Китая единое централизованное государство, разделило страну на округа-цзюнь, то эти земли оказались в составе округа Цзибэй (济北郡); они тогда носили название Лися (历下邑). При империи Хань был создан округ Цзинань (济南郡), правление которого размещалось на территории современного уезда Чжанцю. При империи Западная Цзинь (IV век) правление округа переехало на территорию современного района Личэн. Благодаря строительству буддистских пещерных храмов (IV—VII вв. н. э.) эти места стали крупным религиозным центром.
При империи Суй в 583 году округ Цзинань был преобразован в область Цичжоу (齐州), в состав которой входило 10 уездов. При империи Северная Сун в 1116 году область была поднята в статусе ещё выше, став Цзинаньской управой (济南府). Захватившие затем эти места чжурчжэни сохранили существующую структуру управления.
После монгольского завоевания, когда в 1259 году умер великий хан Мункэ, и в 1260-х годах началась гражданская война среди монголов между сторонниками Хубилая и Ариг-Буги, служивший монголам китаец Ли Тань, назначенный ими губернатором провинции Шаньдун, в 1262 году поднял мятеж, перешёл на сторону империи Сун и захватил Цзинань. Хубилай бросил против Ли Таня своих лучших полководцев, которые разбили повстанческую армию под Цзинанем. Ли Тань укрылся в Цзинане, но после нескольких месяцев осады был вынужден сдаться.
После свержения правления монголов и провозглашения империи Мин в Цзинань в 1369 году переехало правительство провинции Шаньдун. Цзинаньской управе в этот период подчинялось 15 уездов и 4 области.
При империи Цин в 1724 году три области из четырёх были выведены из подчинения управе и переданы в подчинение напрямую властям провинции, став «непосредственно управляемыми». В 1852 году река Хуанхэ проложила своё новое русло вблизи северной части города. Город оказался соединён с Великим каналом и внутренними китайскими водными путями, что привело к его бурному росту. В 1897 году цинское правительство передало Циндао Германии. Немцы, несмотря на сопротивление местных жителей, начали строить Циндао-Цзинаньскую железную дорогу, что стало одной из причин восстания ихэтуаней. В 1904 году дорога была закончена, и в этом же году был официально создан торговый порт, сделав город важным транспортным узлом. В 1912 году в районе Цзинаня пересекла Хуанхэ Тяньцзинь-Пукоуская железная дорога, ещё больше увеличив торгово-транспортное значение города.
После Синьхайской революции в Китае была проведена реформа структуры административного деления, в ходе которой управы были упразднены (остались только уезды, регионы и провинции), и в 1913 году Цзинаньская управа была расформирована. Территория современного города субпровинциального уровня Цзинань была разделена между регионами Дунлинь (东临道) и Цзинань (济南道). После того, как гоминьдановцы установили в результате Северного похода свою власть в Китае, регионы также были упразднены, и уезды стали подчиняться напрямую властям провинции. В июле 1929 года был официально образован город Цзинань (济南市). В 1930 году он был разделён на 10 районов.
Во время японо-китайской войны город был в 1938 году оккупирован японскими войсками. Марионеточные китайские власти разделили город на 11 районов. После капитуляции Японии в 1945 году деление города на 11 районов было сохранено. Затем началась гражданская война, и в сентябре 1948 года город был взят коммунистами. Народное правительство учредило Специальный город Цзинань (济南特别市). В мае 1949 году он был преобразован в город Цзинань, состоящий из 11 районов. В 1950 году они были разделены на 6 городских районов и 5 пригородных районов, а в 1951 году был создан шестой пригородный район. В 1954 году было произведено изменение административно-территориального деления: теперь стало по 5 городских и пригородных районов. В 1955 году районы вместо номеров получили названия.
В 1958 году был расформирован Специальный район Тайань (泰安专区), и часть входивших в него административных единиц была передана под юрисдикцию Цзинаня, но в 1961 году он был воссоздан. В 1978 году под юрисдикцию Цзинаня перешли уезды Чжанцю и Чанцин, в 1985 — уезд Пинъинь, в 1989 — уезды Цзиян и Шанхэ. В 1992 году уезд Чжанцю был преобразован в городской уезд.
В феврале 1994 года Цзинань стал городом субпровинциального значения.
В 2001 году уезд Чанцин был преобразован в район городского подчинения.
В 2016 году городской уезд Чжанцю был преобразован в район городского подчинения.
В 2018 году уезд Цзиян был преобразован в район городского подчинения.
В 2019 году городской округ Лайу был присоединён к Цзинани; его район Гайчэн сохранил название, а район Лайчэн стал районом Лайу.

## Административное деление
Город субпровинциального значения Цзинань делится на 10 районов, 2 уезда:
| Карта                                                                           | Статус | Название | Иероглифы | Пиньинь      | Население (2010 прим.) | Площадь (км²) | Плотность населения (/км²) |
| Лися Шичжун Хуайинь Тяньцяо Личэн Чанцин Чжанцю Цзиян Лайу Ганчэн Пинъинь Шанхэ |        |          |           |              |                        |               |                            |
| ------------------------------------------------------------------------------- | ------ | -------- | --------- | ------------ | ---------------------- | ------------- | -------------------------- |
| Лися Шичжун Хуайинь Тяньцяо Личэн Чанцин Чжанцю Цзиян Лайу Ганчэн Пинъинь Шанхэ | Район  | Лися     | 历下区    | Lìxià qū     | 542 248                | 100,87        | 5375,7                     |
| Лися Шичжун Хуайинь Тяньцяо Личэн Чанцин Чжанцю Цзиян Лайу Ганчэн Пинъинь Шанхэ | Район  | Шичжун   | 市中区    | Shìzhōng qū  | 571 251                | 280,33        | 2037,8                     |
| Лися Шичжун Хуайинь Тяньцяо Личэн Чанцин Чжанцю Цзиян Лайу Ганчэн Пинъинь Шанхэ | Район  | Хуайинь  | 槐荫区    | Huáiyìn qū   | 380 654                | 151,65        | 2510,1                     |
| Лися Шичжун Хуайинь Тяньцяо Личэн Чанцин Чжанцю Цзиян Лайу Ганчэн Пинъинь Шанхэ | Район  | Тяньцяо  | 天桥区    | Tiānqiáo qū  | 503 764                | 258,71        | 1947,2                     |
| Лися Шичжун Хуайинь Тяньцяо Личэн Чанцин Чжанцю Цзиян Лайу Ганчэн Пинъинь Шанхэ | Район  | Личэн    | 历城区    | Lìchéng qū   | 921 898                | 1303,88       | 707,0                      |
| Лися Шичжун Хуайинь Тяньцяо Личэн Чанцин Чжанцю Цзиян Лайу Ганчэн Пинъинь Шанхэ | Район  | Чанцин   | 长清区    | Chángqīng qū | 560 282                | 1208,54       | 463,6                      |
| Лися Шичжун Хуайинь Тяньцяо Личэн Чанцин Чжанцю Цзиян Лайу Ганчэн Пинъинь Шанхэ | Район  | Чжанцю   | 章丘区    | Zhāngqiū qū  | 1 015 129              | 1721,29       | 589,7                      |
| Лися Шичжун Хуайинь Тяньцяо Личэн Чанцин Чжанцю Цзиян Лайу Ганчэн Пинъинь Шанхэ | Район  | Цзиян    | 济阳区    | Jǐyáng qū    | 552 406                | 1097,15       | 503,5                      |
| Лися Шичжун Хуайинь Тяньцяо Личэн Чанцин Чжанцю Цзиян Лайу Ганчэн Пинъинь Шанхэ | Район  | Лайу     | 莱芜区    | Láiwú qū     |                        | 1739,61       |                            |
| Лися Шичжун Хуайинь Тяньцяо Личэн Чанцин Чжанцю Цзиян Лайу Ганчэн Пинъинь Шанхэ | Район  | Ганчэн   | 钢城区    | Gāngchéng qū |                        | 506,42        |                            |
| Лися Шичжун Хуайинь Тяньцяо Личэн Чанцин Чжанцю Цзиян Лайу Ганчэн Пинъинь Шанхэ | Уезд   | Пинъинь  | 平阴县    | Píngyīn xiàn | 372 741                | 715,18        | 521,2                      |
| Лися Шичжун Хуайинь Тяньцяо Личэн Чанцин Чжанцю Цзиян Лайу Ганчэн Пинъинь Шанхэ | Уезд   | Шанхэ    | 商河县    | Shānghé xiàn | 620 365                | 1163,19       | 533,3                      |

## Население
По данным на 2022 год население города субпровинциального значения Цзинань составляло 9,2 млн человек. Перепись 2010 года сообщает о населении 6,81 млн человек. Китайцы (хань) составляют 98,3 % населения города. Оставшаяся часть представлена главным образом хуэй и маньчжурами. Население говорит большей частью на цзинаньском диалекте северокитайской диалектной группы. Распространён также и стандартизированный путунхуа.

## Экономика

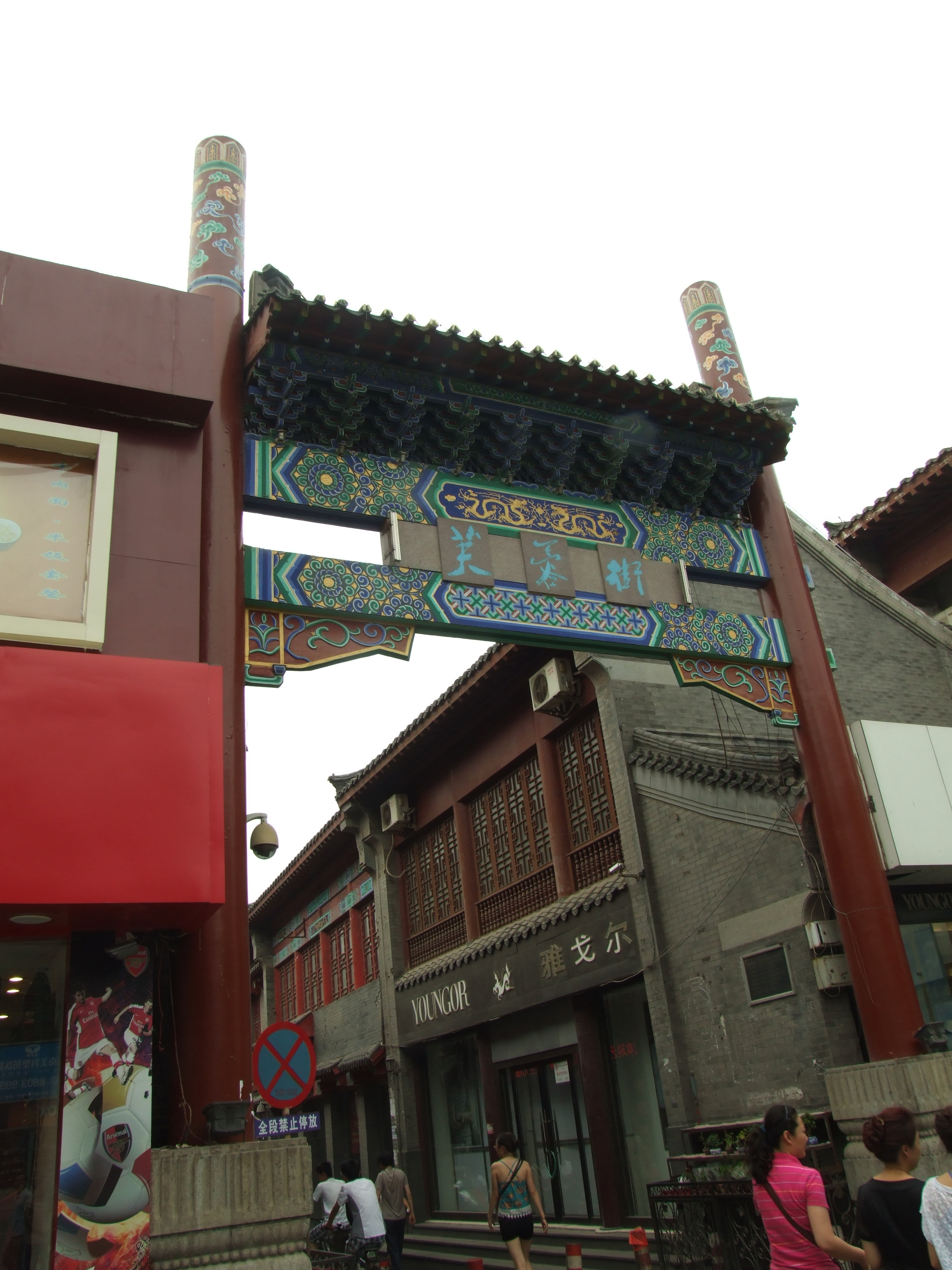
Улица Фужун

После изменения русла Хуанхэ в 1852 году и создания крупного железнодорожного узла Цзинань становится важным рынком сбыта сельскохозяйственной продукции из плодородных областей юга страны. Впоследствии город развивался также как центр текстильной и швейной промышленности, здесь находились мельницы, маслобойни, заводы по производству бумаги, цемента и спичек. В 1950-е годы вблизи города строятся крупный металлургический комбинат и химические заводы. В 1970-е в Цзинани создаются также заводы по производству грузовиков и строительной техники. В последующие годы активно развиваются высокотехнологические отрасли: производство бытовой техники и станков ЧПУ, информационные и биоинженерные технологии. 
В городе расположены штаб-квартиры компаний Shandong Heavy Industry и Shandong Gaosu Group, завод грузовиков Sinotruk Group, авиаремонтный завод (совместное предприятие компаний Taikoo Aircraft и Boeing), завод полупроводников Diodes Incorporated, нефтехимический комбинат Sinopec Group, металлургический завод Shandong Iron and Steel Group, завод энергетического оборудования Iraeta Energy Equipment, косметическая фабрика Freda Biotech.

## Транспорт

### Железнодорожный
Цзинань находится на пересечении двух крупных железных дорог. Одна из них идёт из Пекина в Шанхай, в направлении с севера на юг, вторая — соединяет Цзинань с портом Циндао на Жёлтом море. Другие ветки соединяют Цзинань с Ханьданем (провинция Хэбэй), Дэчжоу, Тайанем, Цзинином, Цзаочжуаном и Цзыбо.
Имеется высокоскоростная железная дорога Цзинань — Чжэнчжоу. 
В августе 2017 года первый грузовой поезд отправился из города Цзинань в Россию. По итогам 2020 года число отправившихся из города Цзинань в Европу и Центральную Азию и приехавших обратно грузовых поездов составило 542, увеличившись на 243 % в годовом исчислении. Поезда перевозят автомобили, бытовую технику, механическое оборудование, станки, текстиль в 47 городов в 20 странах.
С апреля 2019 в городе работает Цзинаньский метрополитен. В настоящий момент состоит из 1 линии, имеющей 11 станций и длину 26,3 км.

### Автомобильный
Основные автодороги, проходящие через город, включают Годао 104, Годао 220 и Годао 309.

### Авиационный
Международный аэропорт Цзинань Яоцян расположен примерно в 33 км к северо-востоку от города. По данным на 2018 год аэропорт является 25-м самым загруженным в Китае с трафиком 16,6 млн пассажиров. Выполняются рейсы в следующих направлениях: Чэнду, Гонконг, Шанхай, Куньмин, Сеул, Осака, Далянь, Тайбэй, Гуанчжоу, Урумчи, Харбин, Ухань, Чанша, Лхаса и др.

## Достопримечательности

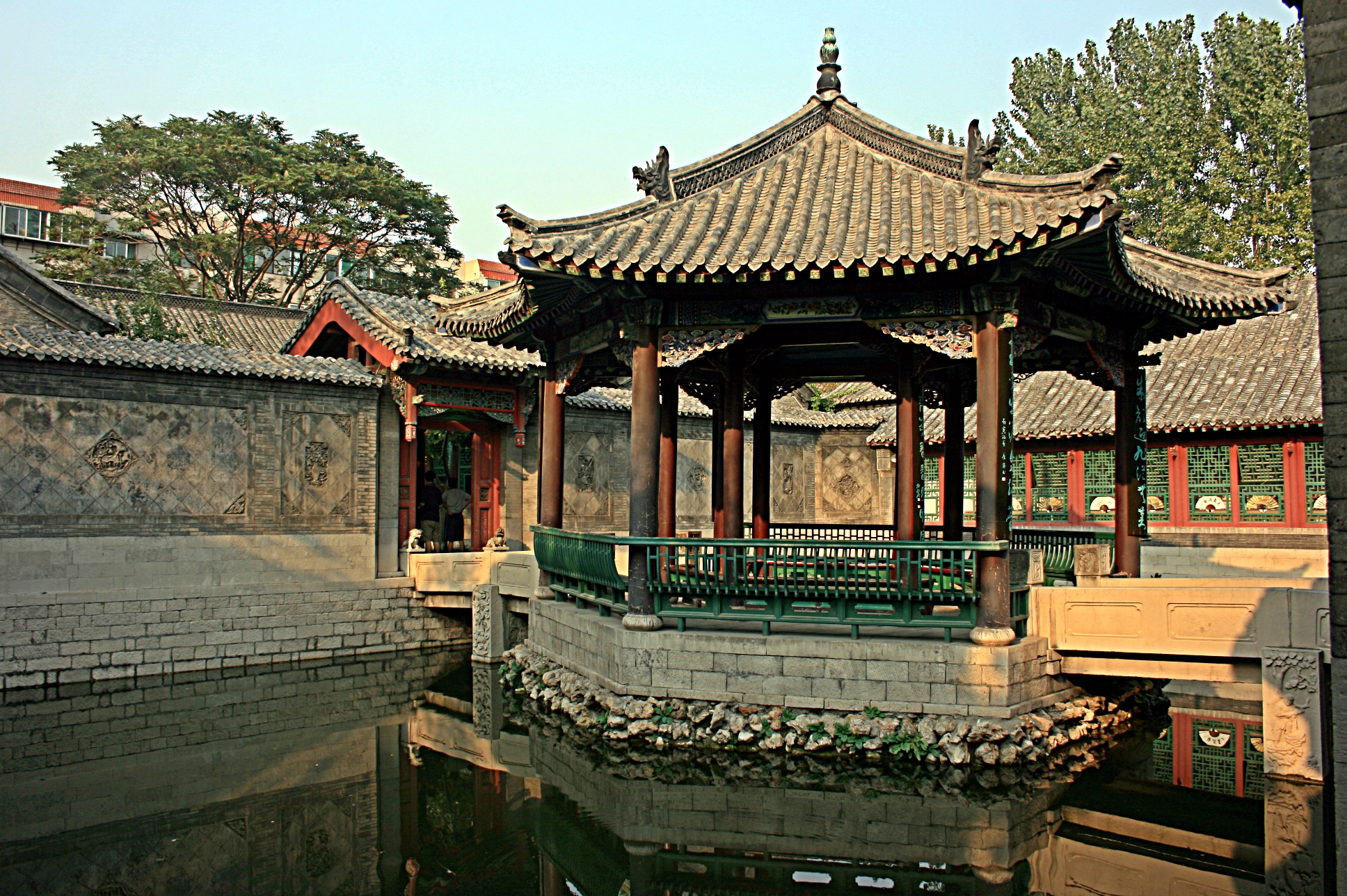
Павильон в саду источника Баоту

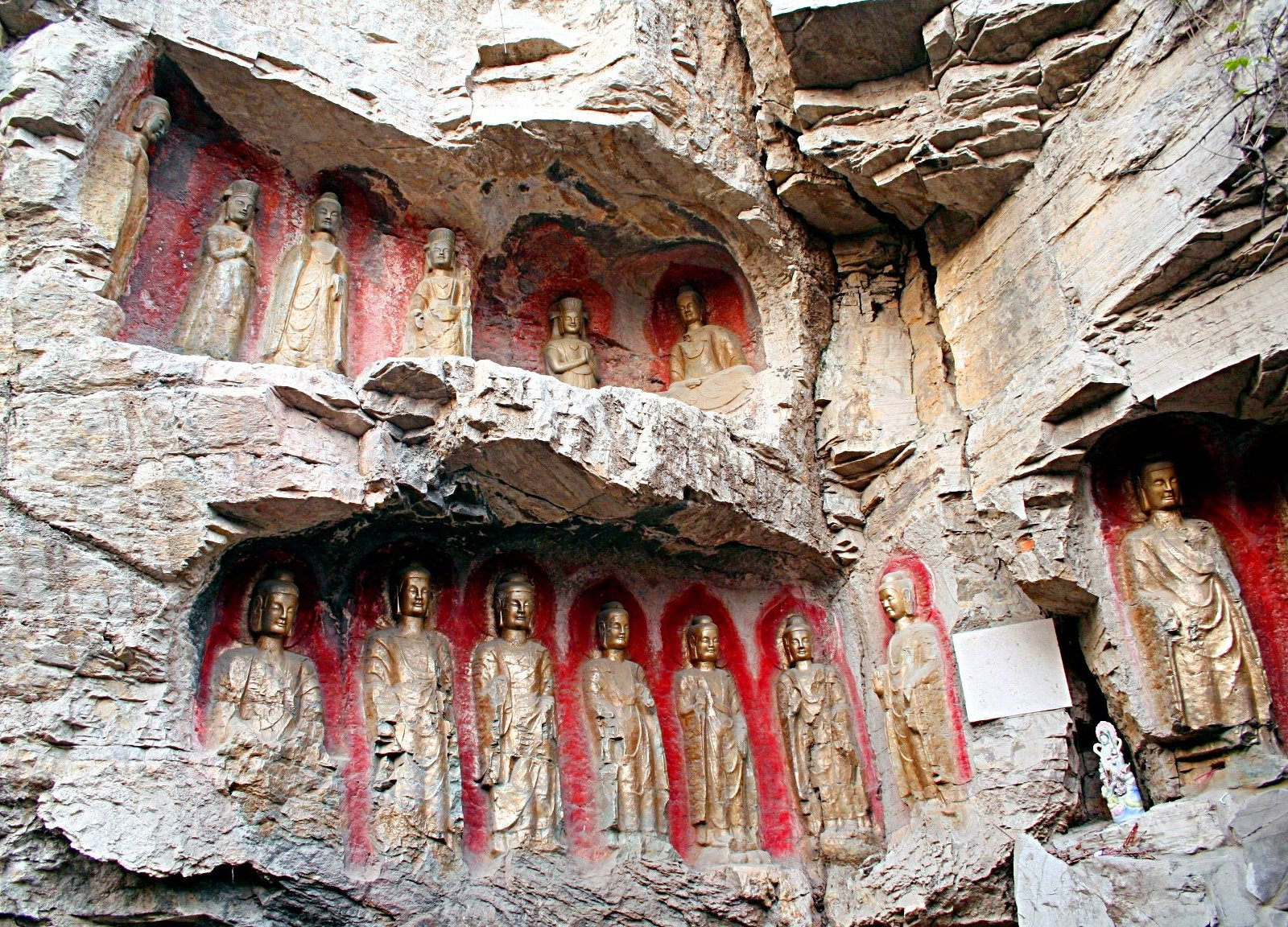
Статуи в Горе тысячи Будд

Цзинань известен в Китае своими многочисленными источниками, озёрами, питаемыми родниковой водой, а также ивами, растущими вблизи воды. Писатель Лю Э описывал город в своём романе «Путешествие Лао Цаня» (老残游记, написано в 1903-04 гг., опубликовано в 1907 году) так: «У каждой семьи есть источник, у каждого дома есть ива». Цзинань также является историческим центром буддийской культуры этих мест, здесь сохранилось довольно много религиозных памятников.
Большинство источников находятся в центре Цзинани и впадают в озеро Даминху (Дамин). Наиболее известен источник Баоту, упоминаемый ещё в хронике Чуньцю, а также названный «источником номер один в Поднебесной» цинским императором Цяньлуном. Источник питается подземной водой из известняков через три выходных отверстия. Объём исходящей воды достигает максимума весной (до 1,6 м³ в секунду). Температура источника постоянна в течение всего года и составляет 18°С. Баоту окружён парком с множеством древних исторических сооружений и павильонов.
К юго-западу от города находится Гора тысячи Будд — холм с вырезанными из скалы изображениями Будд, а также статуями Будд времён династий Тай и Суй и храмом Сингуочан. Большинство древних буддийских сооружений находятся в округе Личэн. Среди них Пагода четырёх ворот, построенная в 661 году, которая считается одной из старейших сохранившихся кирпичных пагод в Китае. Ниже холма, на котором стоит пагода, находятся остатки храма Шентун, построенного в IV веке и разрушенного в последующих войнах. В округе Чанцин находится храм Линюань, построенный во времена династии Цинь и достигший своего расцвета во времена Тан и Сун.
Стоит отметить также расположенные рядом Музей провинции Шаньдун и Музей искусств Шаньдун, содержащий значительное количество экспонатов разных исторических эпох.

## Образование

### Университеты и колледжи
- Шаньдунский университет (山东大学)
- Шаньдунский педагогический университет (山东师范大学)
- Педагогический университет Цилу (齐鲁师范学院)
- Шаньдуский архитектурный институт (山东建筑大学)
- Шаньдунский университет финансов и экономики (山东财政大学)
- Шаньдунский университет китайской традиционной медицины (山东中医药大学)
- Шаньдунский университет искусств (山东艺术学院)
- Шаньдунский колледж искусств и дизайна (山东工艺美术学院)
- Шаньдунский институт физической культуры (山东体育学院)
- Цзинаньский университет (济南大学)
- Шаньдунский колледж электротехники (山东电子职业技术学院)
- Цзинаньский железнодорожный политехнический институт (济南铁道职业技术学院)

## Спорт

### Футбол
Футбольный клуб из Цзинаня «Шаньдун Лунэн» — один из сильнейших в Китае, с 1994 года играет в суперлиге. 4 раза (1999, 2006, 2008, 2010) команда выигрывала чемпионат Китая, ещё 4 раза побеждала в Кубке Китая (1995, 1999, 2004 и 2006).

### Баскетбол
Местный баскетбольный клуб «Шаньдун Лайонс» (до 2003 года — «Шаньдун Флэймин Буллз») выступает в Китайской баскетбольной ассоциации, но не достигал таких успехов как футбольный. «Лайонс» пока ни разу не добирались до финала плей-офф.

## Города-побратимы
- Вакаяма, Япония; с 14 января 1983.
- Ковентри, Великобритания; с 3 октября 1983.
- Ямагути, Япония; с 20 сентября 1985.
- Ренн, Франция; с 1985.
- Кефар-Сава, Израиль; с 2007.
- Сакраменто, США; с 29 мая 1985.
- Реджайна, Канада; с 10 августа 1987.
- Порт-Морсби, Папуа-Новая Гвинея; с 28 сентября 1988.
- Сувон, Южная Корея; с 27 октября 1993.
- Нижний Новгород, Россия; с 25 сентября 1994.
- Вантаа, Финляндия; с 27 августа 2001.
- Джундалуп, Австралия; с 4 сентября 2004.
- Аугсбург, Германия; с 10 октября 2004.
- Витебск, Белоруссия; с 20 апреля 2006.
- Харьков, Украина; с 23 августа 2007.